# Мария Илиева (езиковед)
Вижте пояснителната страница за други личности с името Мария.
Вижте пояснителната страница за други личности с името Мария Илиева.
Мария Илиева Иванова е българска езиковедка, професор във Великотърновския университет „Св. св. Кирил и Методий“.

## Биография

### Образование
Родена е на 20 март 1962 г. в с. Черни Вит, общ. Тетевен. Средно образование получава в ПУ „Георги Бенковски“ в гр. Тетевен. Завършва българска филология с втора специалност френски език през 1984 г. във Великотърновския университет „Св. св. Кирил и Методий“. Доктор по български език с дисертация на тема „Субективност и субективна оценъчност при употребата на местоимения в българския език“ (2002).

### Професионално развитие
Учителка по български и френски език в ОУ „Йото Врачев“, с. Гложене, обл. Ловешка (1984 – 1985). Асистент (1985 – 1990), старши асистент (1990 – 1996), главен асистент (1996 – 2006), доцент (април 2006 – октомври 2021) и професор (октомври 2021) по съвременен български език във ВТУ „Св. св. Кирил и Методий“.
От юни 2019 г. е ръководител на катедра „Съвременен български език“ на ВТУ.

#### Специализации
- 1984 – езикова практика в Краков, Полша
- 1988 – Летен семинар по словашки език и култура в Братислава
- 1995 – едномесечна специализация в Братислава в рамките на програма „CEEPUS“
- 1990 и 2002 – двуседмични научни специализации в Ягелонския университет в Краков, Полша
- 2004 – едномесечна научна специализация като стипендиант на Ректора на Ягелонския университет в Краков, Полша

#### Участие в проекти
- 2012 – координатор на договора с Ягелонския университет и с университета в Катовице, Полша, в рамките на програмата „Сократес-Еразмус“
- 1995 – 2000 – координатор на програма „CEEPUS“
- 2012 – ръководител на проекта „Книжовен език vs. субстандарт в общуването (вербален и невербален аспект на комуникацията в естествена среда)“ по програма „Еразъм“ с участието на студенти и преподаватели от университети в Полша, Испания, Румъния и България

#### Научни интереси
Работи в областта на стилистиката, прагматиката, морфологията, философията на езика, преподаването на български език в чуждоезикова среда и сред малцинствени общности, лингвокултурологията и етнопсихолингвистиката.

### Монографии
- Българинът в своите местоимения. Велико Търново: Университетско издателство „Св. св. Кирил и Методий“, 2004. (ISBN 954-524-403-8)
- Количествен анализ на местоименната употреба в стиловете на българския език. Варна: „Славена“, 2005. (ISBN 954-579-463-1)
- Българинът в своя езиков свят. Велико Търново: Университетско издателство „Св. св. Кирил и Методий“, 2021, 224 с. (ISBN 978-619-208-237-6)

### Речници и учебни помагала
- Съвременен тълковен речник на българския език. В. Търново, 1994, 1995, 1999 – 2000. (ISBN 954-557-003-Х) (В съавторство със Ст. Буров, В. Бонджолова, П. Пехливанова.)
- Аз говоря български. Български език за чужденци. Част ІІІ. В. Търново, 2005. (ISBN 954-775-471-8) (В съавторство с В. Бонджолова и Св. Влайков).
- Слято, полуслято и разделно писане. Правила за употреба и тестове. Варна, 2000. (ISBN 954-579-091-1)
- Да членуваме заедно!. Варна, 2000. (ISBN 954-579-125-Х)
- Стилистика. Задачи и текстове за упражнения по съвременен български език ІV – VІІ клас. В. Търново, 1993. (ISBN 954-439-133-9) (В съавторство в Р. Йосифова.)
- Стилистика. Теоретични бележки. Задачи и текстове за упражнения. В. Търново, 1999. (ISBN 954-9541-33-9) (В съавторство с Р. Йосифова.)
- Стилистика. Теоретични бележки. Задачи и текстове за упражнения. Лингвостилистични анализи. В. Търново: Университетско издателство „Св. св. Кирил и Методий“, 2012. (ISBN 978-954-524-840-5) (В съавторство с Р. Йосифова.)
- Редактиране на текст. Помагало по езикова култура. Варна, 2002. (ISBN 954-579-176-4) (В съавторство с В. Бонджолова)
- Тестът и текстът в подготовката на кандидатстудентския изпит по български език. Варна, 2003. (ISBN 954-579-251-5) (В съавторство с Р. Радев)
- Помагало по българска фонетика. В. Търново, 1991, 1993, 1996, 1998. (ISBN 954-9541-21-5) (В съавторство с К. Цанков, А. Петкова, В. Бонджолова).
- Тестове по български език за кандидат-студенти. Варна, 2000. (ISBN 954-579-106-3)
- Избрани тестове за проверка на езиковата култура. Велико Търново, 1999. (ISBN 954-8709-39-2) (В съавторство с К. Цанков, И. Харалампиев, М. Георгиева).
- Тестове по български език за кандидат-студенти. 32 обучаващи и проверовъчни теста. Варна, 2006.